# Boarmia polystrota
Boarmia polystrota là một loài bướm đêm trong họ Geometridae.